# Снитіна Катерина Андріївна
Катерина Андріївна Снитіна (нар.. 2 вересня 1985, Усть-Каменогорськ, Східноказахстанська область, Казахська РСР, СРСР) — білоруська баскетболістка, виступає на позиції легкого форварда. Бронзовий призер чемпіонату Європи 2007, учасник Олімпійських ігор 2008.

## Походження та початок кар'єри
Катерина Снитіна народилася у родині баскетболістів: мама уродженка Казахстану, тато — з Білорусії. Вони познайомилися на баскетбольному майданчику в Кишиневі. З семирічного віку Катя займалася в спортивній секції у свого батька, потім відвідувала мінську ДЮСШ «Горизонт». Перший матч у чемпіонаті Білорусі баскетболістка провела, навчаючись у дев'ятому класі, а в 15-річному віці була вже заявлена до професійного клубу «Горизонт», з яким виграла чемпіонат, «срібні» і «бронзові» медалі національної першості. У 17 років Катерина переїхала до Франції, де грала в клубі другого за рівнем дивізіону «ЗБК Кале». Вона допомогла команді вийти у вищий дивізіон. Після закінчення сезону отримала запрошення від московського «Динамо» і переїхала до Росії.
Провівши в Москві три сезони (із заїздом до Санкт-Петербурга) Снитіна виграла «бронзову» медаль чемпіонату Росії, Кубка Європи, але при цьому вона отримувала дуже мало ігрової практики.

Після тих сезонів я приїхала до Білорусі і почалася в депресія. Два тижні безвилазно сиділа в чотирьох стінах.

## Спортивні виступи
17 вересня 2005 року в рамках турніру «Дивізіону В» чемпіонату Європи, Катерина дебютувала у національній збірній Білорусі. Вона вийшла на майданчик проти збірної Норвегії, провівши 12 хвилин і набравши 4 очки.
Перед початком сезону 2006/07 Снитіна отримала пропозицію від тренера збірної Білорусі Анатолія Буяльського стати баскетболісткою новосибірського клубу «Динамо-Енергія», який він за сумісництвом тренував. Тут Катерина нарешті сповна отримала ігровий час, наприкінці сезону у неї був 3-й показник у команді за набраними очками.
На чемпіонаті Європи — 2007, відігравши всі матчі (19,4 хвилини в середньому), Снитіна стала одним із творців «бронзового» успіху збірної Білорусі. Анатолій Буяльський про Снитіну:

Неможливе можливо, — такий напис красується на руках Каті у вигляді татуювання. Цим все сказано. Вона легко і впевнено крокує по життю. Але Катю треба контролювати, направляти її енергію в потрібне русло, відчувати її. Вона — людина настрою. Буває така зла, що, здається, потрапиш їй під руку — вб'є. А буває, стає аморфною, немов в прострації перебуває. У баскетбольному плані вона — універсал: грає позиції від першого до п'ятого номера.

Після російського періоду вона з'явилася в складі одного з грандів польського баскетболу «Лотоса» з Гдині. Тут кар'єра баскетболістки пішла в гору " — чемпіонка та «срібний» призер чемпіонату Польщі, володар кубка Польщі, а найголовніше у неї достатньо ігрового часу, довіру тренера і провідна роль в команді.
У 2008 році відбулася ще одна історична подія для жіночого баскетболу Білорусі, в якій Снитіна бере безпосередню участь — дебют національної збірної на Олімпійських іграх у Пекіні.

На Олімпіаді особливі відчуття … Ти заходиш в їдальню, а там, наприклад, обідає Рафаель Надаль. Він стоїть, а у нього футболка забруднена кетчупом. Ми з дівчатами зі збірної кричимо йому: «Надаль, йди сюди, ми виперемо тобі футболку!» (Сміється.) Де таке ще можливо? Тільки на Олімпіаді. А пам'ятаю, йдемо олімпійським селищем, а назустріч — людина в уніформі збірної США. Придивилися — це ж Двейн Вейд! Сам Двейн Вейд! Той самий Двейн Вейд! Зі мною тоді справжня істерика трапилася. Я йому стала кричати: «Ей, Вейд, привіт, як справи!» А Вейд мені теж сказав: «Привіт», просто шок був. Почала скакати навколо нього, виглядала, напевно, зовсім божевільною. (Сміється.) А потім ми поговорили трошки. Вейд сказав, що я перша на світі людина, яка повідомила йому про те, що є така країна — Білорусь.

Перед чемпіонатом Європи — 2009, де збірній Білорусі трохи не вистачило повторення минулого чемпіонату (4-е місце), головний тренер збірної Росії Ігор Грудін висловився про Снитіну так.:

Пам'ятаю, в одному з поєдинків в Мінську напередодні Олімпіади «вистрілила» Снитіна. Як я вже говорив, Катерина володіє безперечним потенціалом. Тоді вона творила речі, підвладні хіба що Торасі. Хочеться, щоб білоруска розкрилася по-справжньому. Але для цього їй потрібно знайти гарну команду, в якій вона б мала багато ігрового часу.

Готуючись знову провести ще один сезон у Польщі (2009/10), Катерина ніяк не очікувала, що на неї вийдуть представники оренбурзької «Надії». Після розмови з головним тренером команди Володимиром Колосковим вона погодилася знову переїхати до Росії.

Вважаю, що мені дуже пощастило і з тренером, і з клубом. Коли Колосков зателефонував, я відразу подумала: «О, здорово, мені, схоже, пощастило».

Снитіна разом з баскетболістками «Надії» вперше в історії клубу з Оренбурга завоювала «бронзу» чемпіонату Росії та стала фіналісткою Кубку Європи. Напередодні Нового 2010 року баскетболістка отримала травму (надрив ахілла), після чого вибула з гри на три місяці. Незважаючи на цю перерву в середині сезону, наприкінці чемпіонату у Снитіної був 2-й показник у команді за набраними очками в середньому за матч — 14,9 (перший у американки Шини Мош).
Після закінчення сезону Катерина у складі національної збірної Білорусі готувалася до виступу на чемпіонаті світу у Чехії, але на зборах відчула сильний біль у нозі, яка не припинялася, і тоді вона вирішила зробити операцію. Їй прооперували обидва ахіллові сухожилля. Чемпіонат світу Снитіна зустріла в якості глядача.
Після довгого відновлення Снитіна вийшла на майданчик лише 13 лютого 2011 року в матчі з московським «Спартаком», де вона відіграла 8 хвилин. Всього Катерина провела 13 матчів за команду. Також Снитіна грала за національну збірну, щоб брати участь в чемпіонаті Європи 2011, в якому білоруски виступили невдало. Найбільше закинула м'ячів у кошик суперників саме Снитіна.
Перед сезоном 2011/12 Снитіна розірвала контракт з баскетбольним клубом «Надія». Спортсменка переїхала до Мінська, де 4 квітня 2012 року знову з'явилася на майданчику у складі «Горизонту». Мінський клуб став чемпіоном Білорусії, в єдиному фінальному матчі проти «Олімпії» — 72:65, вона набрала найбільше очок 23, зробила 6 підбирань.
Сезон 2012/13 Катерина знову провела в Росії. Виступаючи за «Вологду-Чевакату» вона здобула третій показник в команді за набраними очками, після американок Жасмин Томас і Глорі Джонсон.
На чемпіонаті Європи — 2013 збірна Білорусі завоювала путівку на наступну світову першість. Катерина Снитіна отримала 3-й показник у команді за кількістю часу, проведеного на майданчику — 28,2 хвилини, набраними очками — 8,2, зробленим підбір — 4,1, 2-й показник по передачам — 2,1 і найкраща в команді з перехоплення — 1,7.
Сезон 2013/14 Катерина розпочала в Туреччині, де виступала за «Тарсус Беледі». В мерсінській команді баскетболістка провела 22 гри, поки її в січні не звільнили:

– Як так вийшло? 
- Ось так. Керівництво клубу так і сказало: «Ти звільнена!» Напевно, все це було пов'язано з непростою фінансовою ситуацією. Бо, як ще розпрощатися з чотирма дівчатами-легіонерами. Хоча потім, знаю, ще одну взяли…

Через місяць вона підписала контракт до кінця сезону з французьким «БЛМА Монпельє», який виграв, вперше в своїй історії титул чемпіона Франції. Через проблеми із здоров'ям Катерина пропустила фінал проти «Буржа Баскет». На чемпіонаті світу в Туреччині баскетболістка показала другий результат у команді, після Олени Левченко, за очками (14,2), підборами (4,0) та передачами (2,8). У першому своєму матчі на «форумі», проти збірної Південної Кореї, набрала найбільше очок (17).
23 березня 2021 року оголосила про завершення кар'єри у збірній Білорусі.

## Громадянська позиція
2020 року підписала відкритий лист представників спортивної індустрії Республіки Білорусь з вимогою визнати вибори президента Білорусі, що відбулися 9 серпня 2020 року, недійсними.
Катерина Снитіна назвала судові рішення стосовно анестезіолога-реаніматолога Артема Сорокіна і журналістки Катерини Борисевич у лютому — березні 2021 року доказом того, що «для режиму правда стала кримінально караним злочином».

## Цікаві факти
- На руці у Снитіної набито татуювання: «Неможливе — можливо»[1].
- На еротичної фотографії, що увійшла до календаря збірної Білорусії, Снитіна прикриває наготу своєю собакою — ірландським сетером на прізвисько Дизель[4].

## Статистика виступів
Статистика виступів (середній показник):

### За клуби
|  | Кубок Європи |
|  | Євроліга     |

| Клуб                                 | Сезон   | Чемпіонат | Чемпіонат | Чемпіонат | Чемпіонат | Національний кубок | Національний кубок | Національний кубок | Національний кубок | Єврокубки | Єврокубки | Єврокубки | Єврокубки |
| Клуб                                 | Сезон   | Игр       | Очк       | Підб      | Перед     | Ігор               | Очк                | Підб               | Перед              | Ігор      | Очк       | Підб      | Перед     |
| ------------------------------------ | ------- | --------- | --------- | --------- | --------- | ------------------ | ------------------ | ------------------ | ------------------ | --------- | --------- | --------- | --------- |
| «Динамо» (Москва)                    | 2003-04 | 14        | 5,8       | 1,9       | 1,6       | 2                  | 3,5                | 1,5                | 0                  | 11        | 2,7       | 1,3       | 0,9       |
| «Динамо» (Москва)                    | 2004    | 5         | 2,0       | 1,6       | 0,6       | -                  | -                  | -                  | -                  | 1         | 4,0       | 2,0       | 0         |
| «Балтійська зірка» (Санкт-Петербург) | 2004-05 | 15        | 3,6       | 2,3       | 0,5       | 2                  | 3,5                | 2,0                | 1,0                | 5         | 4,6       | 2,4       | 1,0       |
| «Динамо» (Москва)                    | 2005-06 | 10        | 5,6       | 2,7       | 0,8       | 3                  | 9,0                | 4,0                | 1,3                | 10        | 1,8       | 2,2       | 0,6       |
| «Динамо-Енергія» (Новосибірськ)      | 2006-07 | 28        | 10,8      | 5,1       | 1,5       | 4                  | 18,5               | 5,0                | 1,5                | -         | -         | -         | -         |
| «Лотос» (Гдиня)                      | 2007-08 | 35        | 9,2       | 3,1       | 1,7       | 3                  | 5,0                | 1,7                | 0,3                | 11        | 11,1      | 2,5       | 1,5       |
| «Лотос» (Гдиня)                      | 2008-09 | 33        | 9,8       | 3,3       | 1,6       | 3                  | 4,3                | 4,7                | 2,7                | 13        | 6,9       | 2,8       | 1,2       |
| «Надія» (Оренбург)                   | 2009-10 | 15        | 14,9      | 3,5       | 1,0       | 5                  | 18,2               | 5,2                | 1,6                | 10        | 11,7      | 3,9       | 2,4       |
| «Надія» (Оренбург)                   | 2010-11 | 12        | 10,0      | 2,9       | 1,1       | -                  | -                  | -                  | -                  | 1         | 0         | 0         | 0         |
| «Горизонт» (Мінськ)                  | 2012    | 6         | 13,5      | 5,0       | 1,8       | -                  | -                  | -                  | -                  | -         | -         | -         | -         |
| «Вологда-Чеваката» (Вологда)         | 2012-13 | 23        | 12,7      | 3,9       | 2,1       | 3                  | 7,7                | 2,3                | 0,7                | 12        | 14,6      | 4,0       | 3,0       |
| «Тарсус Беледі» (Мерсін)             | 2013-14 | 12        | 11,1      | 3,3       | 1,5       | 3                  | 3,6                | 3,0                | 0,6                | 7         | 12,9      | 5,9       | 2,7       |
| «БЛМА Монпельє» (Лат)                | 2014    | 10        | 7,9       | 2,3       | 1,0       |                    |                    |                    |                    |           |           |           |           |

### За збірну Білорусі
| Збірна    | Сезон | Місце        | Чемпіонат | Чемпіонат | Чемпіонат | Чемпіонат |
| Збірна    | Сезон | Місце        | Ігор      | Очк       | Подб      | Перед     |
| --------- | ----- | ------------ | --------- | --------- | --------- | --------- |
| ЧЄ        | 2005  | Дивізіон «В» | 3         | 12,0      | 7,0       | 3,0       |
| ЧЄ        | 2007  | Кваліф. 3    | 6 9       | 11,2 7,9  | 6,2 3,1   | 0,8 0,9   |
| ЧЄ        | 2009  | 4            | 8         | 8,8       | 2,9       | 1,1       |
| ЧЄ        | 2011  | 9            | 6         | 9,0*      | 4,2       | 0,8       |
| ЧЄ        | 2013  | Кваліф. 5    | 2 9       | 9,5 8,2   | 2,5 4,1   | 2,5 2,1   |
| ЧС        | 2014  | 10           | 4         | 14,2      | 4,0       | 2,8       |
| Олімпіада | 2008  | Кваліф. 6    | 3 6       | 1,3 10,8  | 1,0 3,7   | 0,3 0,5   |

* — найкращий показник у команді

## Досягнення
- Бронзовий призер чемпіонату Європи: 2007
- Фіналіст Кубка Європи ФІБА (жінки) : 2010
- Півфіналіст Кубка Європи ФІБА: 2013.
- Бронзовий призер Кубка Європи ФІБА: 2004
- Чемпіон Білорусії: 2000, 2012
- Чемпіон Франції: 2014
- Срібний призер чемпіонату Білорусі: 2002
- Срібний призер чемпіонату Польщі: 2008
- Бронзовий призер чемпіонату Росії: 2006, 2010, 2011
- Бронзовий призер чемпіонату Білорусі: 2001
- Бронзовий призер чемпіонату Польщі: 2009
- Володар Кубка Польщі: 2008
- Фіналіст Кубка Польщі: 2009